# Gundam Evolution
Gundam Evolution (ガンダムエボリューション Gandamu Eboryūshon?) fue un videojuego de disparos en primera persona por equipos en línea desarrollado y publicado por Bandai Namco Entertainment. La producción del juego se reveló el 15 de julio de 2021 cuando comenzaron a buscar solicitudes para pruebas beta cerradas. El 10 de marzo de 2022 se anunciaron más planes para los lanzamientos de consolas. Se anunció que comenzaría el servicio oficial en PC el 21 de septiembre de 2022, y los lanzamientos posteriores en consolas comenzarían el 1 de diciembre; sin embargo, no se admitirá el juego multiplataforma.

## Jugabilidad
Gundam Evolution es un juego de disparos por equipos, donde dos escuadrones opuestos, con seis jugadores cada uno, luchan entre sí mientras buscan realizar objetivos opuestos en el mapa. Estos objetivos varían según el modo de juego. Los modos incluyen Captura de puntos, donde los jugadores deben intentar atacar y capturar puntos en el mapa del equipo defensor, Dominación, en la que ambos equipos intentan capturar tres puntos en el mapa, y Destrucción, en la que los equipos intentan activar o detener un arma. de destrucción masiva que el otro equipo está tratando de usar contra ellos.

## Recepción
La versión para PC ha recibido críticas mixtas a positivas por parte de los medios especializados, con una puntuación promedio de 70 de 100 en Metacritic, basado en 7 reseñas.